# Dongfang Zaobao
Dongfang Zaobao est un journal chinois d'information générale, fondé en 2003. Il est sous-titré Oriental Morning Post, qui signifie Journal du matin de Shanghai.

## Histoire

### Dates clés
- 11 septembre 2008 - Dongfang Zaobao est le premier média à publier, sous la plume de Jian Guangzhou, la responsabilité de Sanlu dans le scandale du lait frelaté[2].